# Palazzo Passari

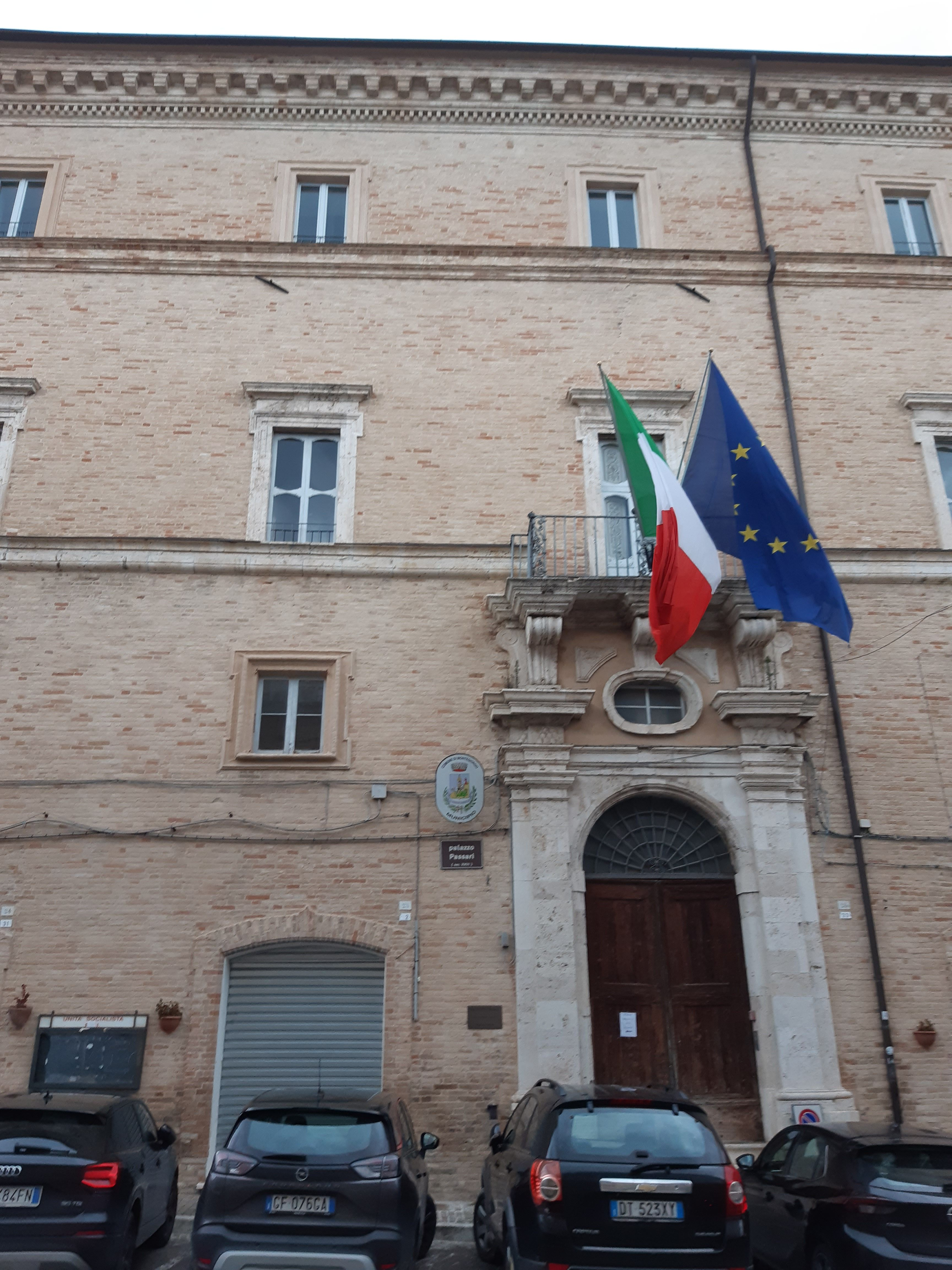
Facciata est di Palazzo Passari in piazza Matteotti a Montegiorgio

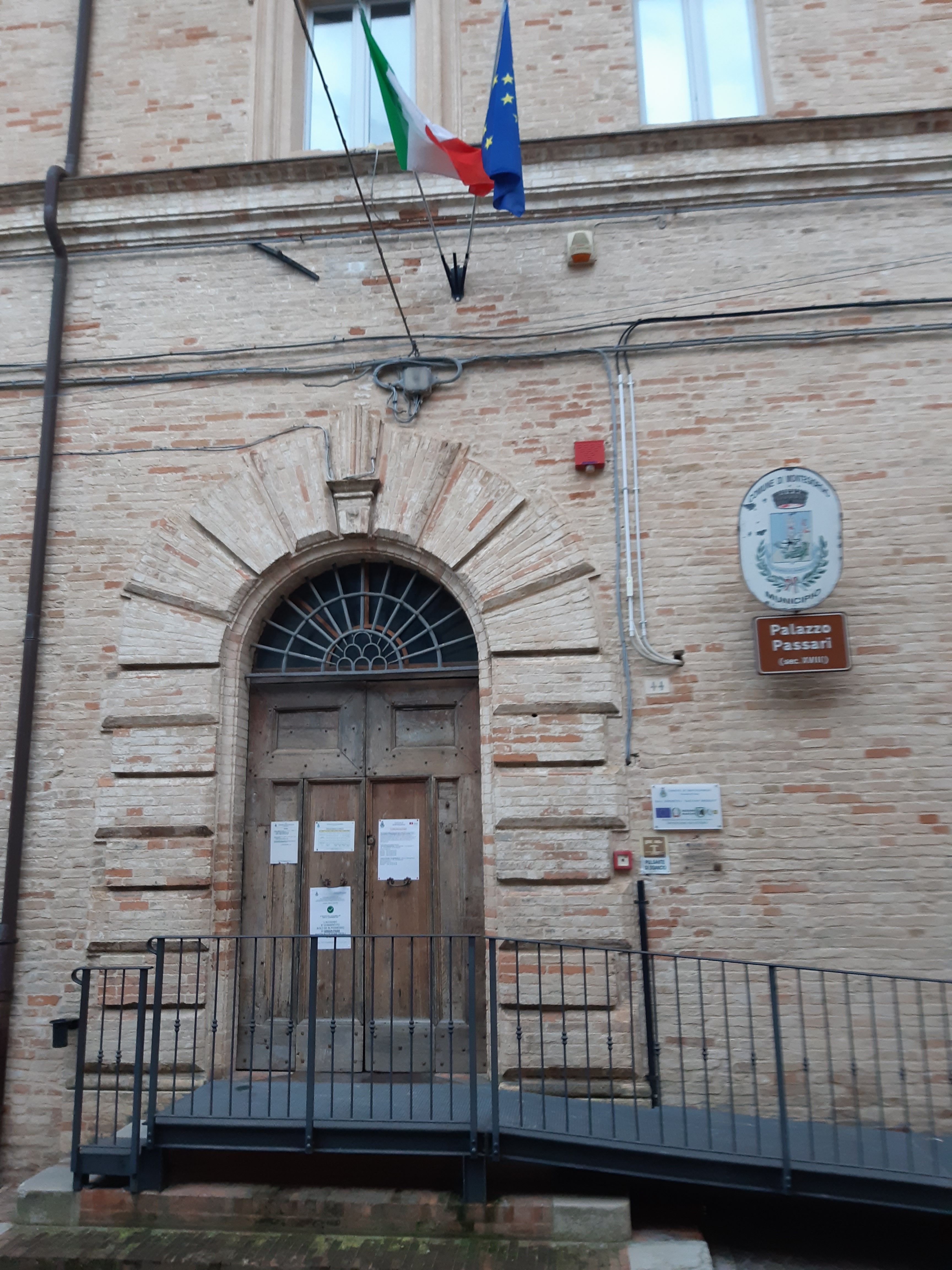
Facciata ovest di Palazzo Passari, via A. Passari, Montegiorgio.

Palazzo Passari  è una dimora storica situata nel centro di Montegiorgio in provincia di Fermo. Il prestigio della famiglia che lo eresse nel corso del XVIII secolo, l'imponenza della struttura, il pregio delle decorazioni pittoriche, lo rendono l'edificio civile più rappresentativo del paese.

## Storia del palazzo e della famiglia
Del palazzo e della famiglia si hanno scarse notizie. Presso l’Archivio di Stato di Fermo è stato possibile recuperare preziose informazioni su Andrea Passari (1848-1917), il committente, e sulla data dell’impresa decorativa. I documenti ci dicono che i Passari risiedevano a Fermo, nell’odierna via Cavour, e in questa città si erano da tempo affermati come una delle famiglie più ricche e influenti. L’ascesa sociale dei Passari era iniziata a Roma nel corso del 1600. Il titolo di marchesato (1751) era legato ai feudi di Fontebella e Castagneto, due contrade di Montegiorgio, dove la famiglia possedeva, oltre alla maestosa villa di campagna di fondazione romana, una vera e propria azienda agricola con case coloniche, terreni, un mulino e numerosi poderi. Uno dei personaggi più illustri fu Francesco Saverio Passari (1744-1808), segretario camerlengo di Papa Pio IV nella metà del XVIII secolo.  Francesco Saverio e il fratello Filippo ottennero nel 1775 che la famiglia venisse inserita nell’Ordine dei Nobili Romani. Il figlio di Filippo, Federico, unico erede della fortuna dei Passari a Fermo all’inizio dell’Ottocento, sposò l’ultima discendente dei Mazzaroni Spinucci, Giuditta. La coppia ebbe un’unica figlia femmina, Luisa. Quando Luisa morì prematuramente nel 1853, lasciando cinque figlioletti, Federico chiese al genero, il cavaliere Augusto Venturi Gallerani di Siena, di adottare il maschio primogenito, Andrea, al fine di poter garantire continuità alla casata fermana. Successivamente all’adozione, Andrea venne nominato unico erede dal nonno e padre adottivo Federico Passari. Alla morte del nonno, Andrea entrò in possesso dell’eredità Passari (1868). Lasciata Fermo, decise di fissare il proprio domicilio a Montegiorgio, dove a partire dal 1871 presero il via i lavori di decorazione e ammodernamento del palazzo sulla piazza e della tenuta di Fontebella. Nel 1872 Andrea sposò la principessa romana Valeria Publicola Santacroce. L’anno seguente nacque a Palazzo Passari il loro primogenito Federico, morto prematuramente nel 1884. Alla morte di Andrea (1917) il palazzo passò al figlio Giovanni (1880-1952) che mai ci abitò. Fu poi venduto al comune di Montegiorgio dal conte Vieri Ganucci Cancellieri per conto della vedova di Giovanni Passari nel 1969. Venne dapprima destinato a sede municipale e poi a scuola superiore. Dal 1983 esso è anche sede della biblioteca, intitolata a monsignor Germano Liberati. In seguito al restauro del 2012, il palazzo è tornato ad ospitare gli uffici amministrativi locali.

## Descrizione

### Esterno
Il Palazzo, a pianta rettangolare e con paramento a mattoncini, ha quattro piani e un cortile interno. La costruzione dell'edificio, nel suo aspetto attuale, risale alla metà del XVIII secolo, quando la famiglia ottenne il riconoscimento del titolo di marchesi.  Nel caseggiato contiguo, oggi di proprietà privata, c’era la rimessa per le carrozze, oltre a scuderie e stanze ad uso della famiglia del fattore. Dall’ingresso di via Andrea Passari è possibile accedere direttamente al primo piano nobile, mentre la facciata principale è quella prospiciente piazza Matteotti, con il maestoso portale in travertino sovrastato da un terrazzo. Il piano nobile è attraversato da un’elegante cornice marcapiano, anch’essa in travertino. Nell'atrio c'è ancora l'antico pozzo ottagonale e un capitello di epoca romana del I sec. a. C. trovato nella tenuta di Fontebella a Piane di Montegiorgio. 

### Interno
Il piano nobile, con il suo imponente salone, era destinato a feste e ricevimenti; il secondo piano ospitava le stanze private, mentre in soffitta e nel piano interrato viveva la servitù. Ai fianchi del portone sulla piazza c’erano cantine e botteghe, oggi per lo più chiuse.
Il palazzo ha conservato l’antico pavimento in cotto e tutti gli infissi originali. Decorazioni a tempera, risalenti alla seconda metà del XIX secolo, abbelliscono i soffitti a volta incannucciata della maggior parte delle stanze; restano sporadiche decorazioni settecentesche e mediocri interventi pittorici del Novecento, realizzati quando il palazzo era occupato da affittuari. Il programma iconografico mira a celebrare la continuità dinastica della famiglia Passari, assicurata dall’adozione di Andrea (1855) e dal matrimonio di questi con Valeria Publicola Santacroce (1872): l’unione delle due illustri casate è di fatto l’occasione dei lavori. Le stanze furono ridecorate a tempera prendendo a modello alcune celebri opere del passato. Vi prevalgono i temi della passione amorosa e della glorificazione della casata Passari. Con ogni probabilità la bottega incaricata dei lavori proveniva da Siena, città natale di Andrea, ed era alle dipendenze dell’architetto senese Giuseppe Partini, cui si deve il progetto di rifacimento della chiesa di Fontebella. 

#### Primo piano nobile
Il Palazzo accoglie i visitatori in una piccola anticamera dove sono in mostra due grandi quadri con gli stemmi della casata. Da qui è possibile accedere al salone di rappresentanza.

##### Stanza delle quattro stagioni
Il salone, anticamente impreziosito da un soffitto a cassettoni indorato, da sontuose specchiere e da quadri di grande valore, accoglieva gli ospiti della famiglia in occasione di feste e ricevimenti. Lungo il fascione murale sopravvivono le immagini di quattro bimbetti raffigurati nelle tipiche attività delle stagioni.

##### Stanza di Angelica e Medoro
È la prima stanza a sinistra in fondo al salone delle Quattro Stagioni. Nell’ovale al centro del soffitto sono raffigurati due giovani amanti nell’atto di incidere i propri nomi sulla corteccia di un albero. Sono Angelica e Medoro, due dei protagonisti dell’Orlando furioso scritto da Ludovico Ariosto agli inizi del Cinquecento. L’immagine è copia fedele di un celebre dipinto di Teodoro Matteini (1754-1831), tradotto in incisione da Raffaello Morghen.

##### Stanza del Tempo che svela la Verità
Si giunge alla stanza dal salone principale, attraversando la stanza di Angelica e Medoro in fondo a sinistra.

###### Il Tempo che svela la Verità
Nel riquadro centrale sono raffigurate le personificazioni del Tempo e della Verità, secondo un’antica allegoria moraleggiante convenzionalmente riferita alle virtù del committente o alla superiorità di un ideale. L’immagine replica un particolare dell’affresco realizzato da Domenichino (1581-1641) a Palazzo Costaguti di Roma.
Agli angoli della stanza ci sono anche quattro ovali figurati di seguito descritti.

###### Venere ferita da Amore
Il soggetto è tratto dalle Metamorfosi di Ovidio: nell’incipit della storia di Venere e Adone, il poeta augusteo racconta di come la dea si fosse ferita inavvertitamente il petto sfiorando una freccia di Cupido. A causa di ciò, la dea si invaghisce follemente di Adone e alla sua tragica morte vorrà che egli ritorni sulla terra ad ogni primavera sotto forma di anemone. Nell’immagine, Venere, seduta a fianco del figlio Amore, mostra il graffio ancora sanguinante. La scena è copia, per tramite di un’incisione, di un affresco situato nel piccolo ambiente denominato Stufetta del cardinal Bibbiena al Vaticano, opera della bottega di Raffaello, autore del disegno originale.

###### Pan e Siringa
Si tratta del mito ovidiano che racconta l’inseguimento della ninfa Siringa da parte di Pan, il dio dei boschi, qui rappresentato mentre, nascosto dietro un frondoso cespuglio, la spia con desiderio. Gli dèi, impietositi,  trasformeranno Siringa in canna di palude che Pan adopererà per costruire il suo famoso flauto. Questa immagine proviene dalla stufetta raffaellesca precedentemente citata, tradotta in incisione e in tal modo ampiamente diffusa sin dal XVI secolo.

###### Dafni e Fille
Tratta da un testo poetico dello svizzero Salomon Gessner (1730-1788) che rievoca un’epoca arcaica di teneri amori e di pacifica integrazione dell’uomo con la natura. Due pastorelli innamorati, Dafni e Fille, riescono a ritrovarsi e a coronare il loro sogno d’amore grazie all’intervento provvidenziale di Cupido: nella scena i due sono raffigurati proprio nel momento del loro tanto atteso incontro. L’immagine è copia di un’incisione neoclassica di Raffaello Morghen (1758-1833).

###### Il primo navigatore
Le vicende del primo navigatore sono narrate da Salomon Gessner  in un poemetto del 1761. Il pastorello, grazie al suo ingegno, trova il modo di costruire la prima imbarcazione della storia umana scavando il tronco di un albero. Grazie alla sua prodigiosa invenzione, il primo navigatore supera le acque che lo dividono dall’amata Fillide. Nella scena, il giovane mostra la rudimentale barchetta, sulla quale siede Cupido che lo ha protetto nella traversata. L'immagine è tratta da un'opera grafica di Felice Giani.

#### Secondo piano nobile
Due stanze del secondo piano ospitano l'esposizione permanente dello scultore montegiorgese Gaetano Orsolini (1884-1954). Lungo il corridoio di sinistra si trova invece la cappellina di famiglia.

##### Cappellina privata
Le prime decorazioni in stile barocco della cappellina risalgono alla costruzione settecentesca del palazzo. Viene restaurata per volontà di Andrea nel 1873, in occasione della nascita del suo primogenito Federico. Il quadro sopra l’altare sostituisce l’originale scomparso e rappresenta la Carità. Realizzate in stucco dorato, quattro oranti in preghiera decorano gli angoli della volta, mentre nel soffitto c’è la colomba dello Spirito Santo.

##### Stanza degli amorini acrobati
E' contigua alla cappellina privata alla quale immette direttamente attraverso una grande porta a due battenti. Nel pannello centrale compare un gruppo di tre amorini alati che giocano a mantenere l'equilibrio su un tappeto di nuvole.

##### Stanza degli stemmi
Troviamo questa stanza in fondo al corridoio a destra delle scale. Al centro del soffitto compare uno stemma bipartito contornato da tre amorini alati che sollevano un manto di velluto rosso foderato di pelliccia di ermellino e con in cima una corona dorata. In esso si celebra l’unione tra il marchese Andrea Passari e la principessa Valeria Publicola Santacroce (1872). Agli angoli, quattro stemmi di dimensioni minori rappresentano le illustri famiglie degli avi di Andrea: i Venturi Gallerani di Siena e gli Spinucci Mazzaroni di Fermo.

##### Stanza dell'amorino con torcia
Si trova di fronte alla stanza degli stemmi. Nel tondo al centro del soffitto campeggia un amorino alato con in mano dei fiori e una torcia accesa , simbolo di immortalità. L’immagine, di origine classica, viene recuperata e diffusa da Raffaello nella Cappella Chigi e nella Stanza della Segnatura.

## Galleria d'immagini

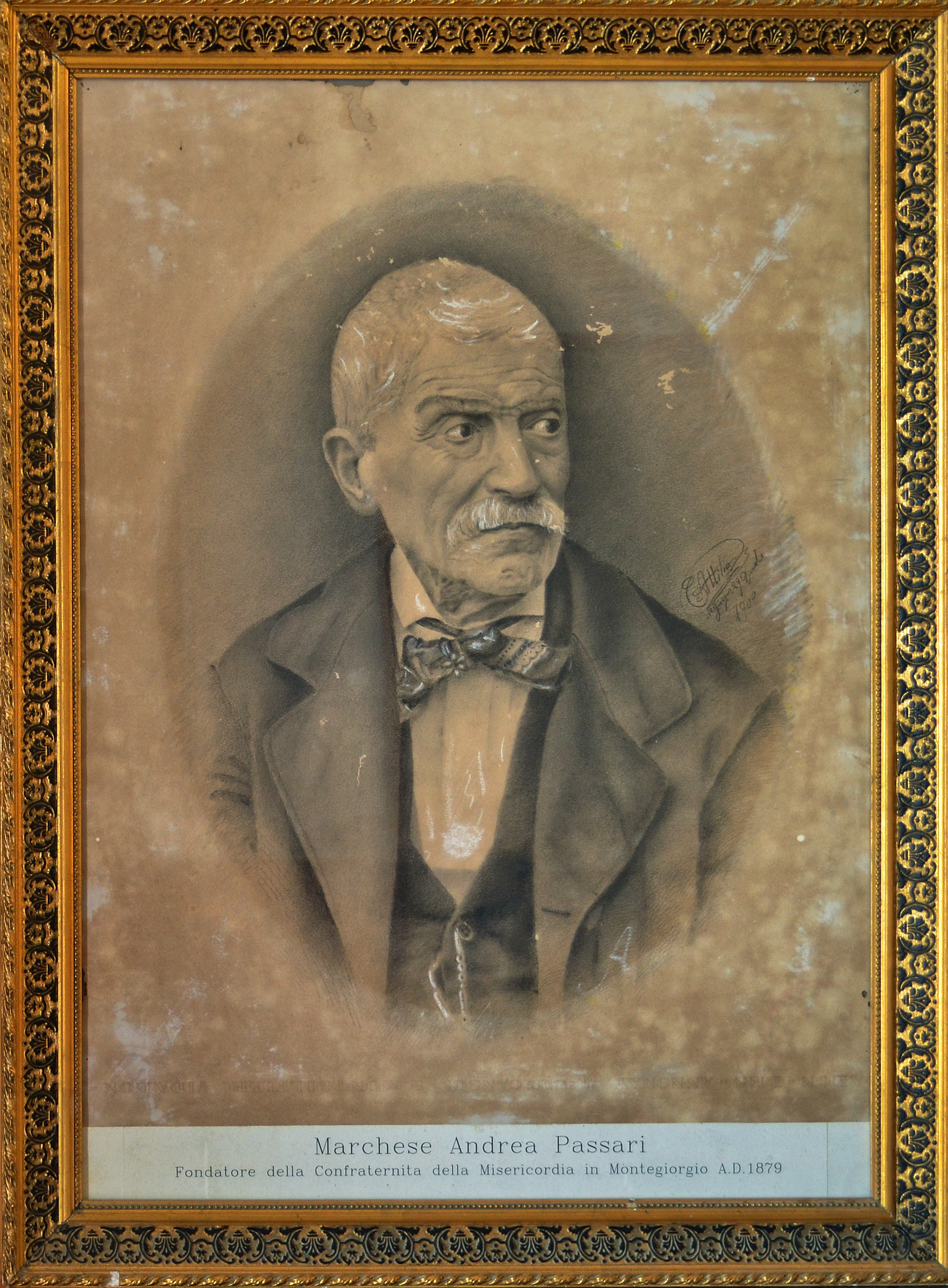
Andrea Passari (1848-1917)
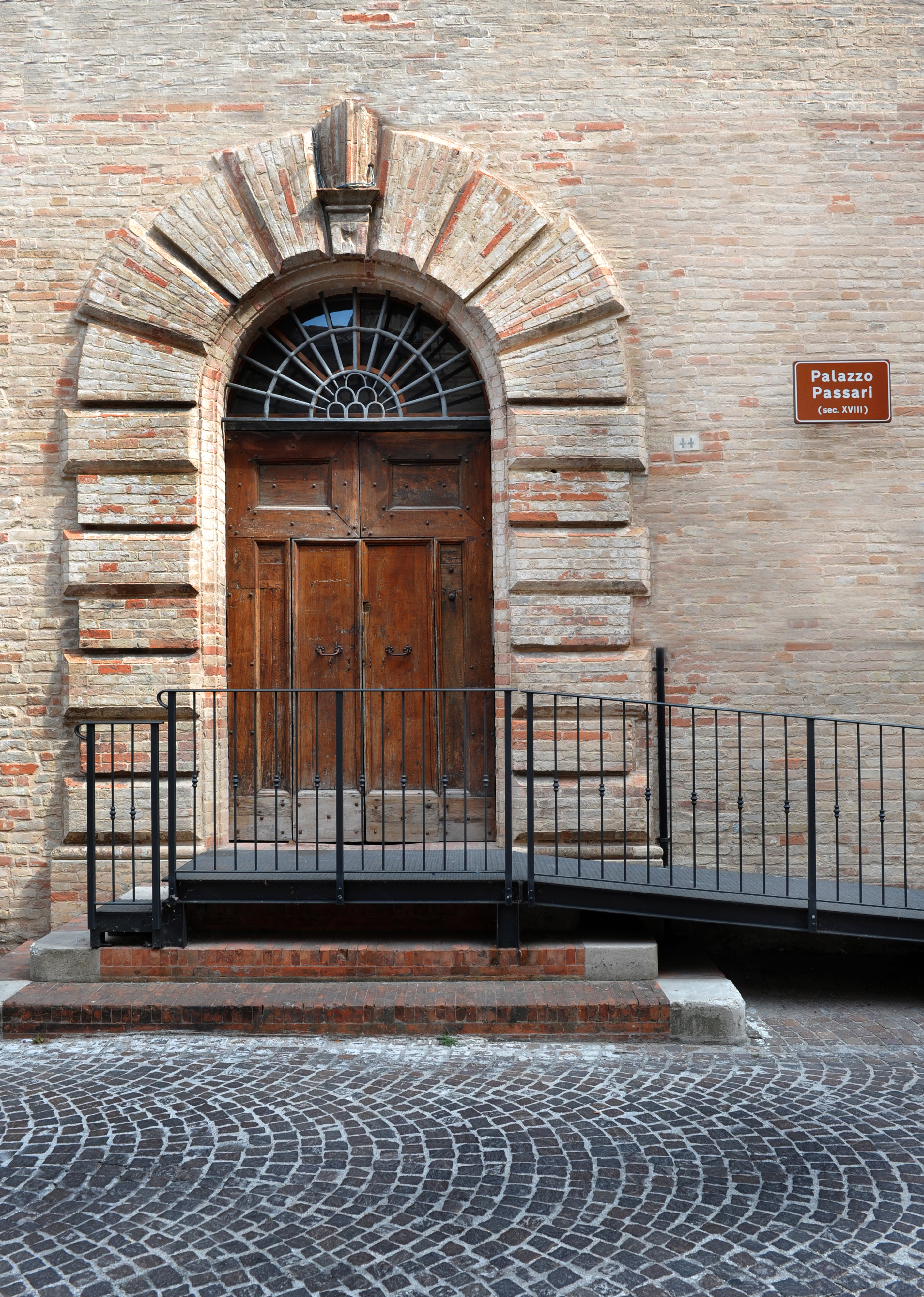
Portone lato ovest, via A. Passari
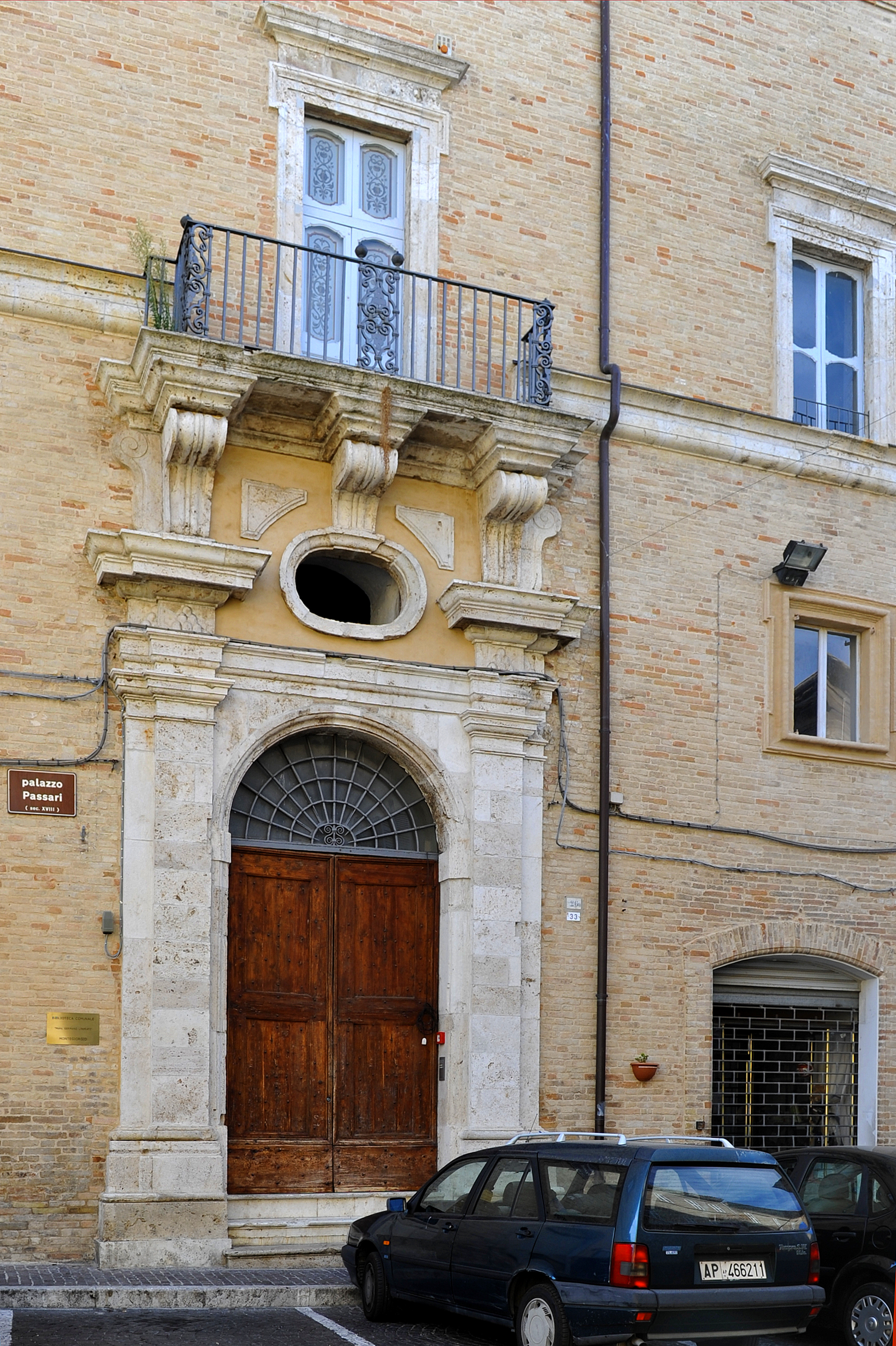
Portone lato est, piazza Matteotti
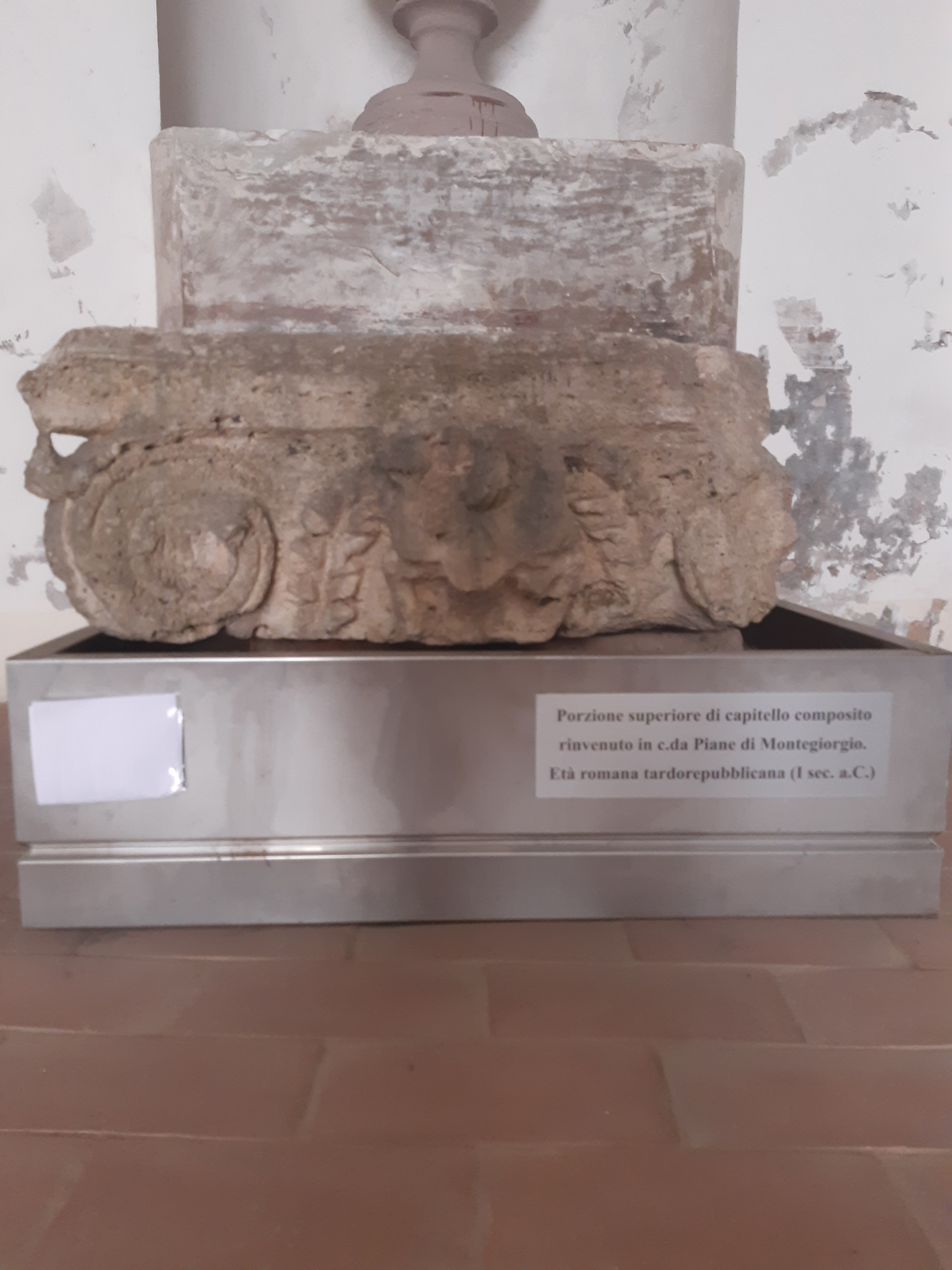
Porzione superiore di capitello composito del I sec. a.C.
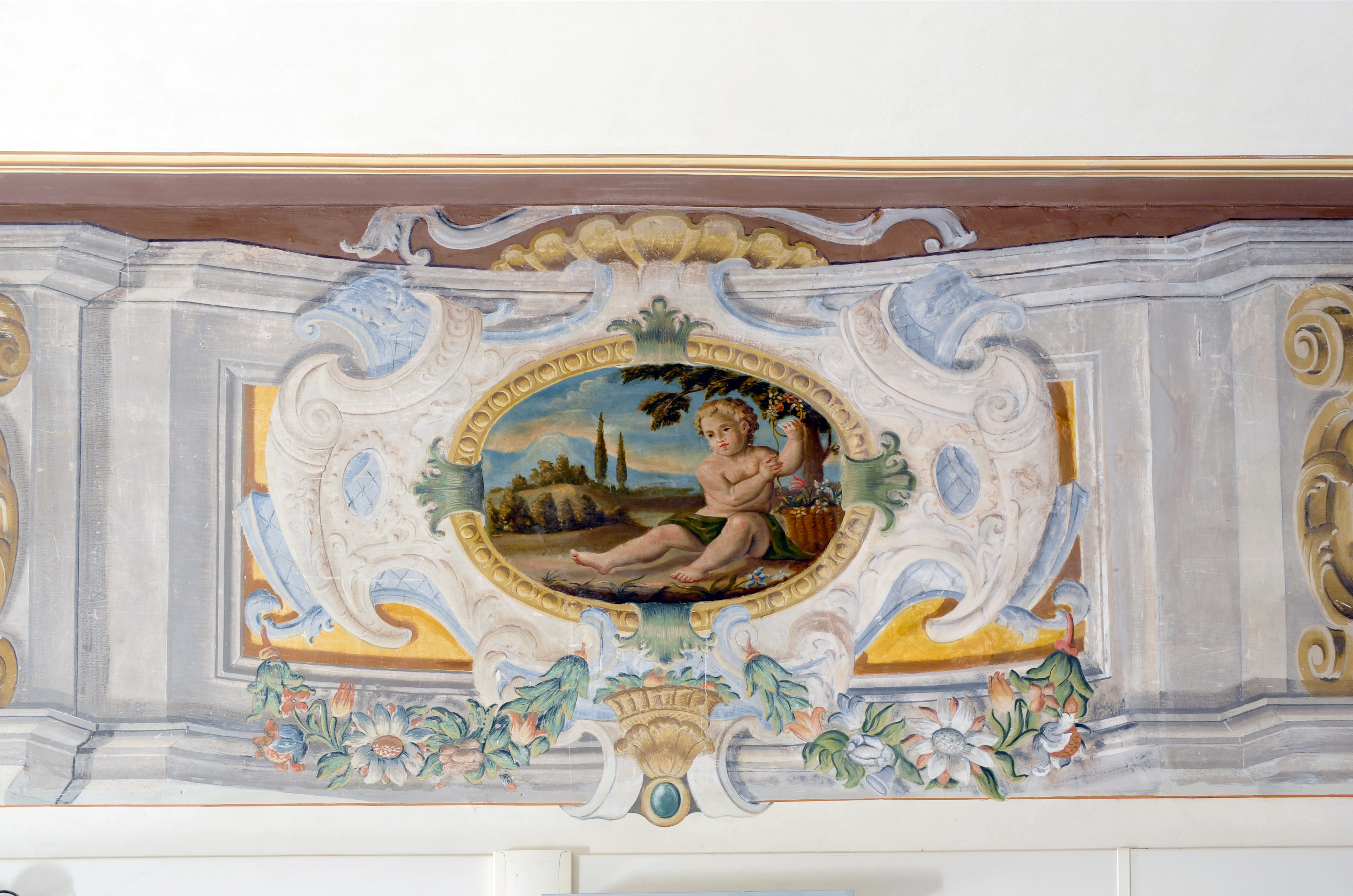
Stanza delle quattro stagioni, Primavera
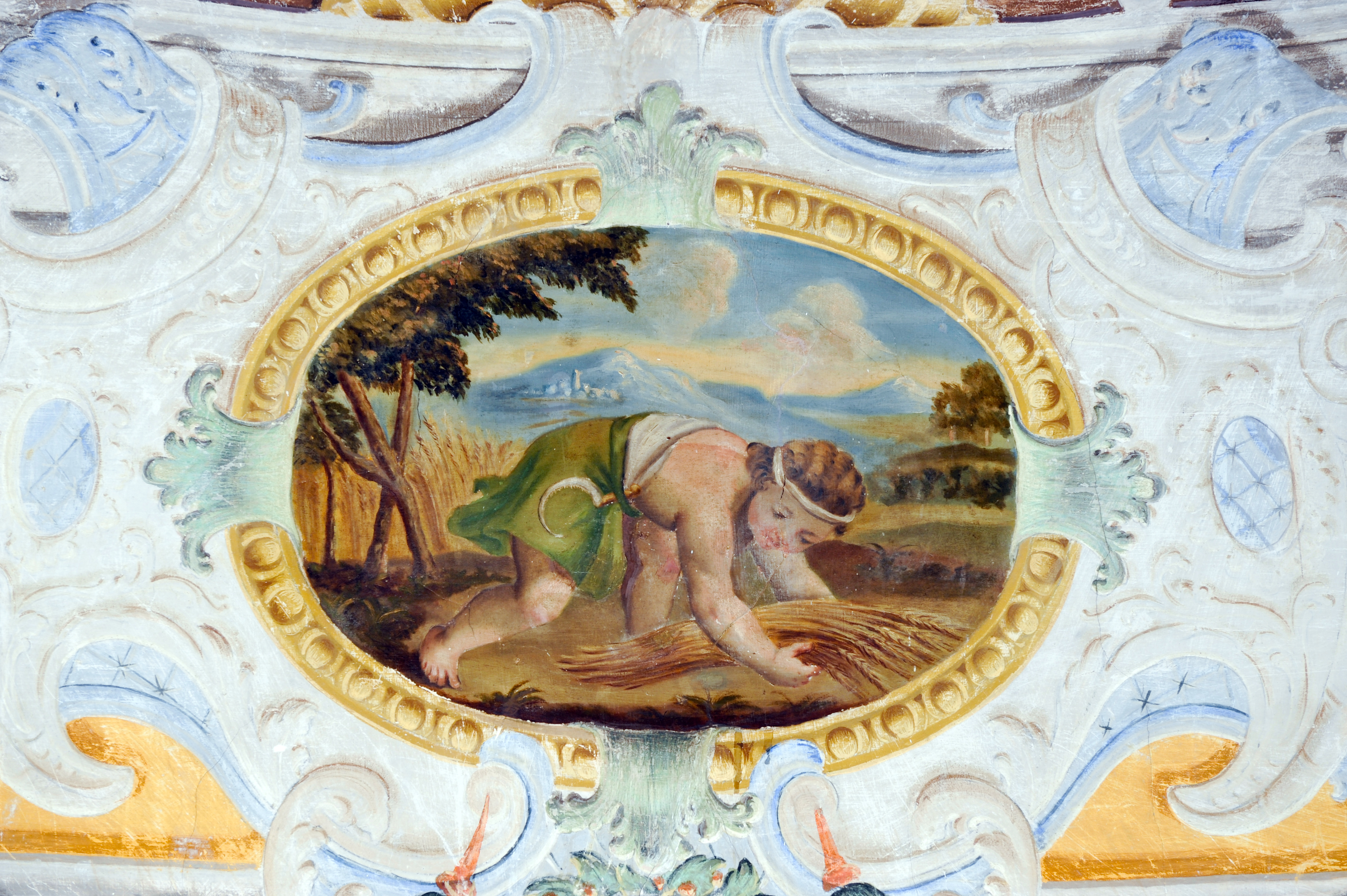
Stanza delle quattro stagioni, Estate
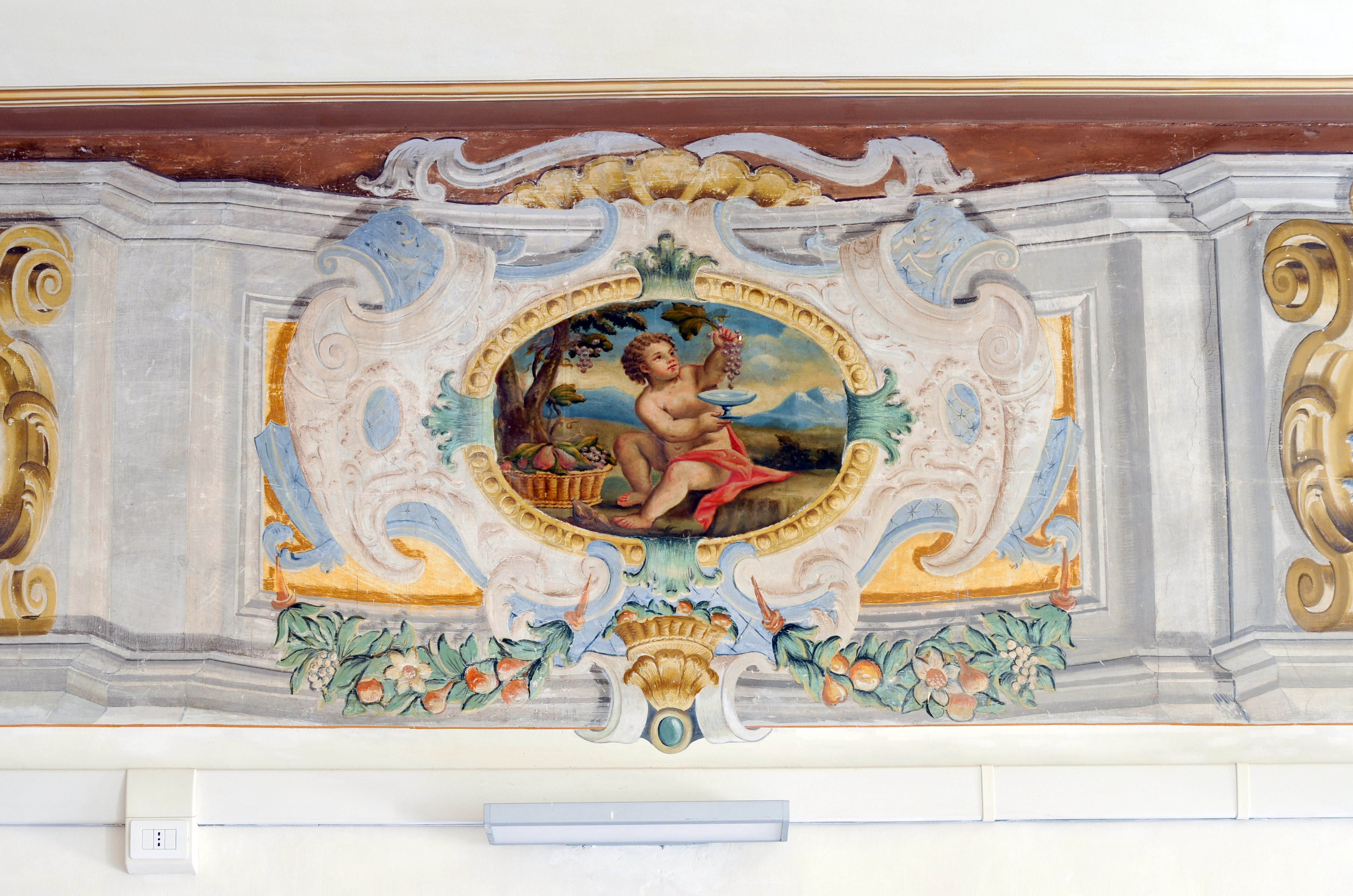
Stanza delle quattro stagioni, Autunno
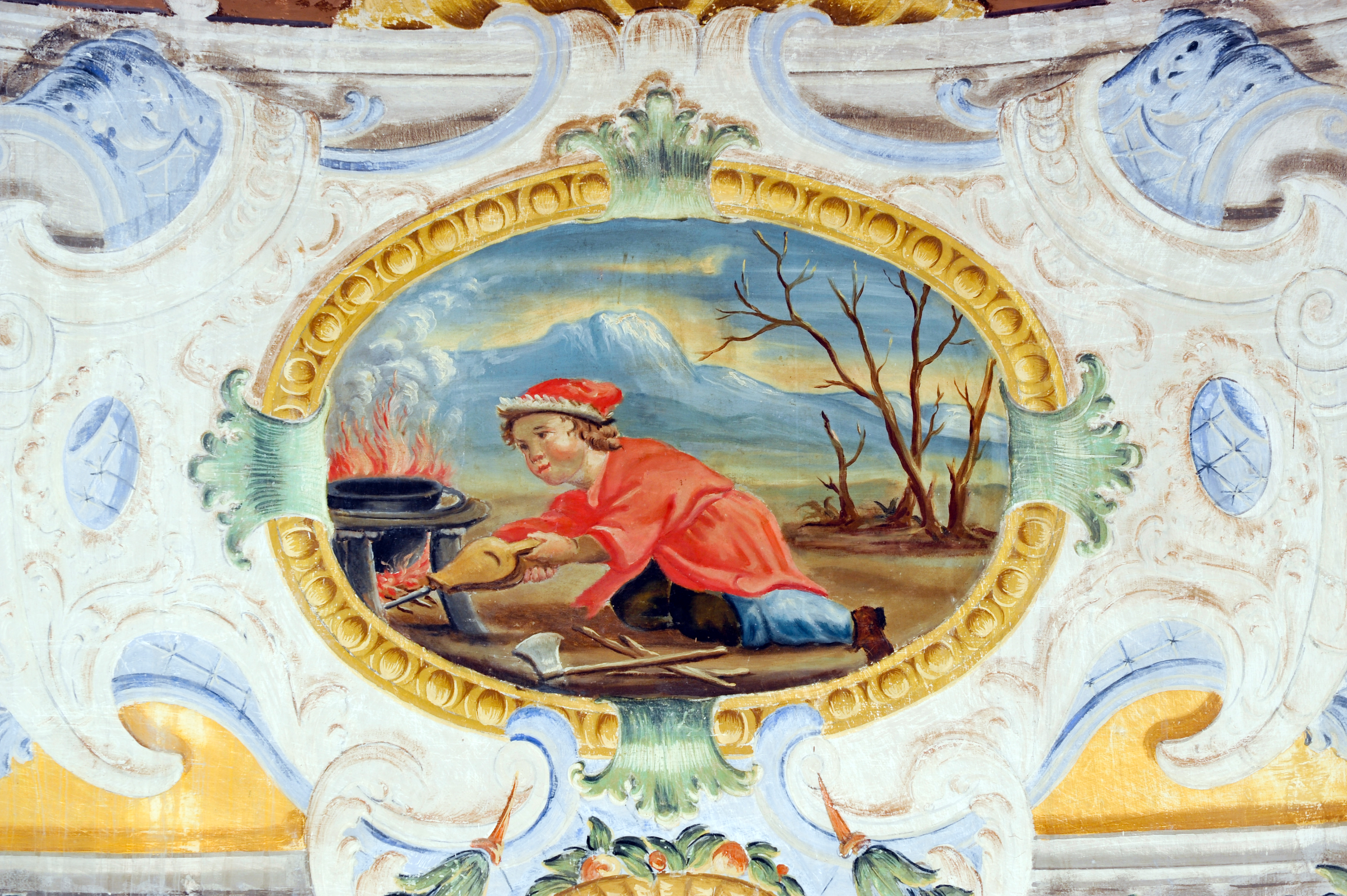
Stanza delle quattro stagioni, Inverno
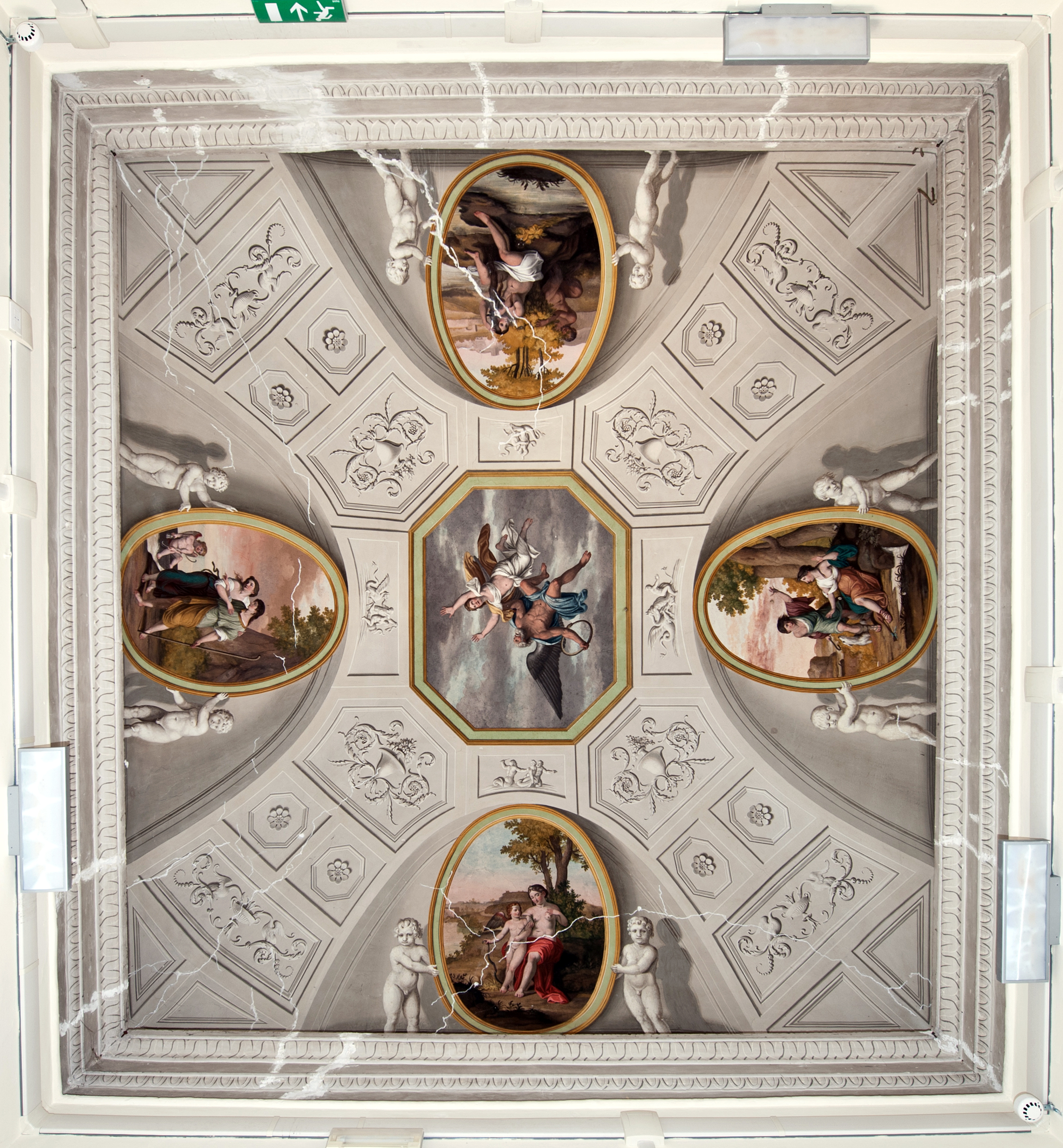
Stanza del Tempo che svela la Verità
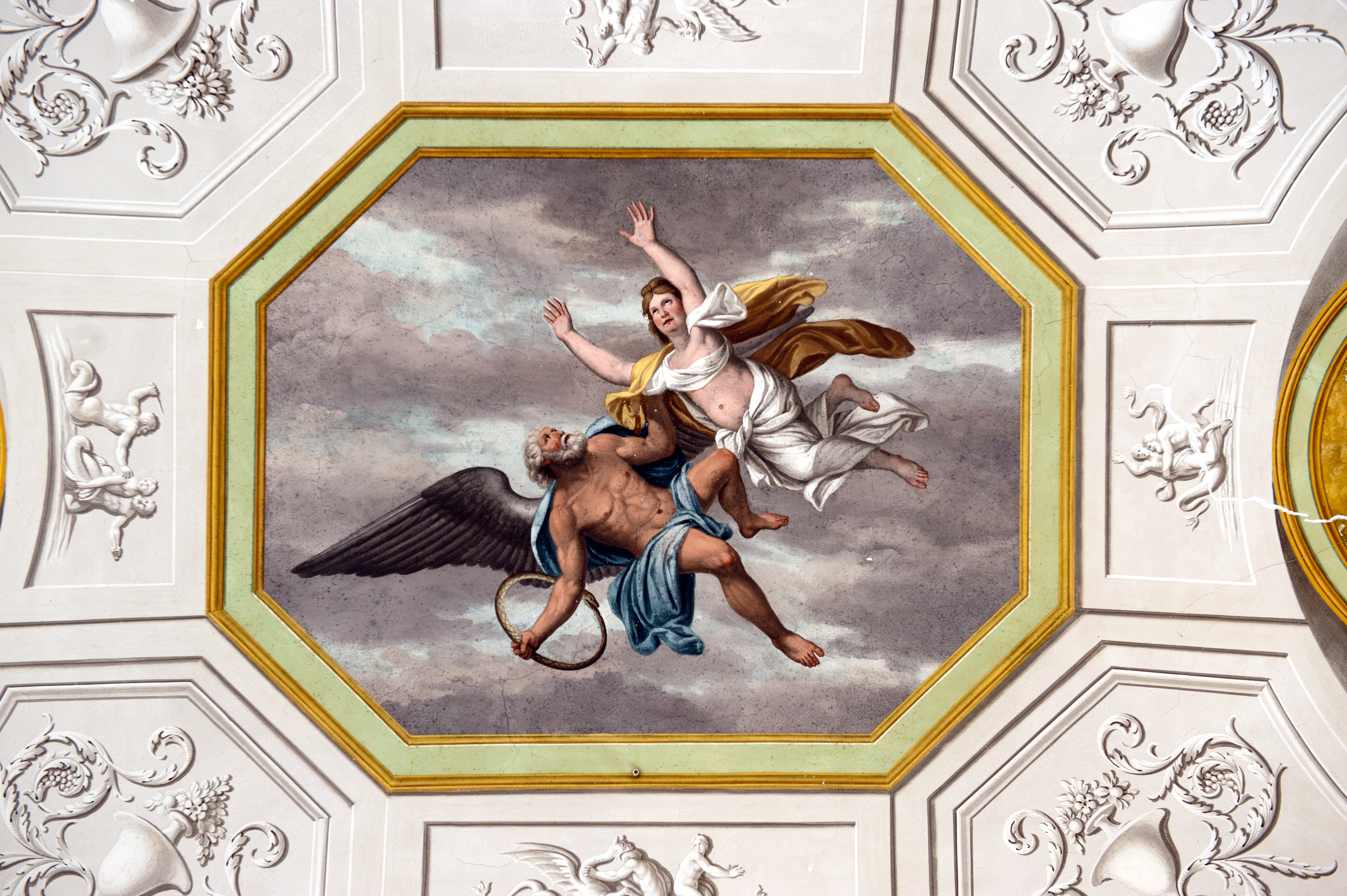
Stanza del Tempo che svela la Verità, Il Tempo che svela la Verità
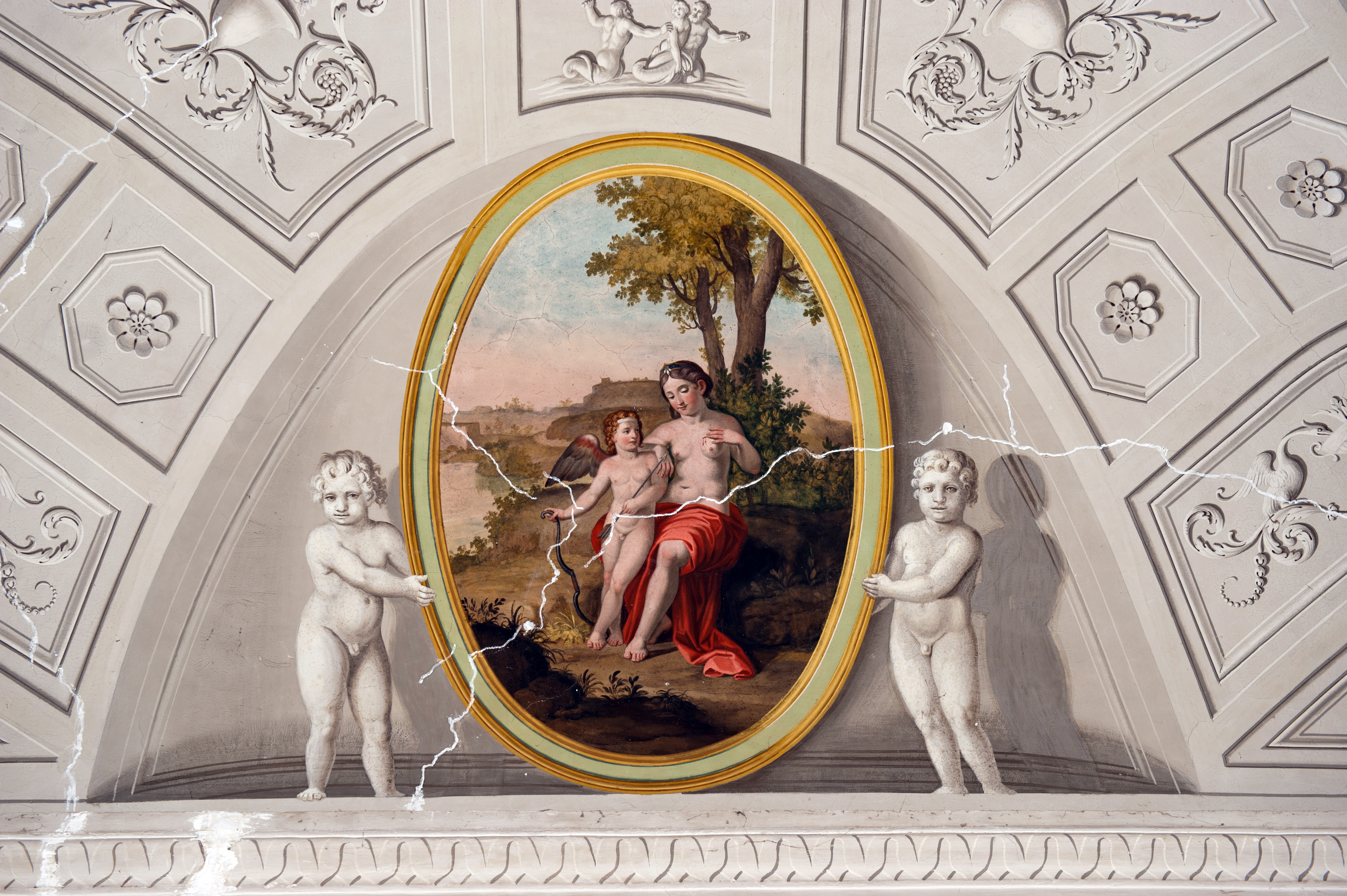
Stanza del Tempo che svela la Verità, Venere ferita da Amore
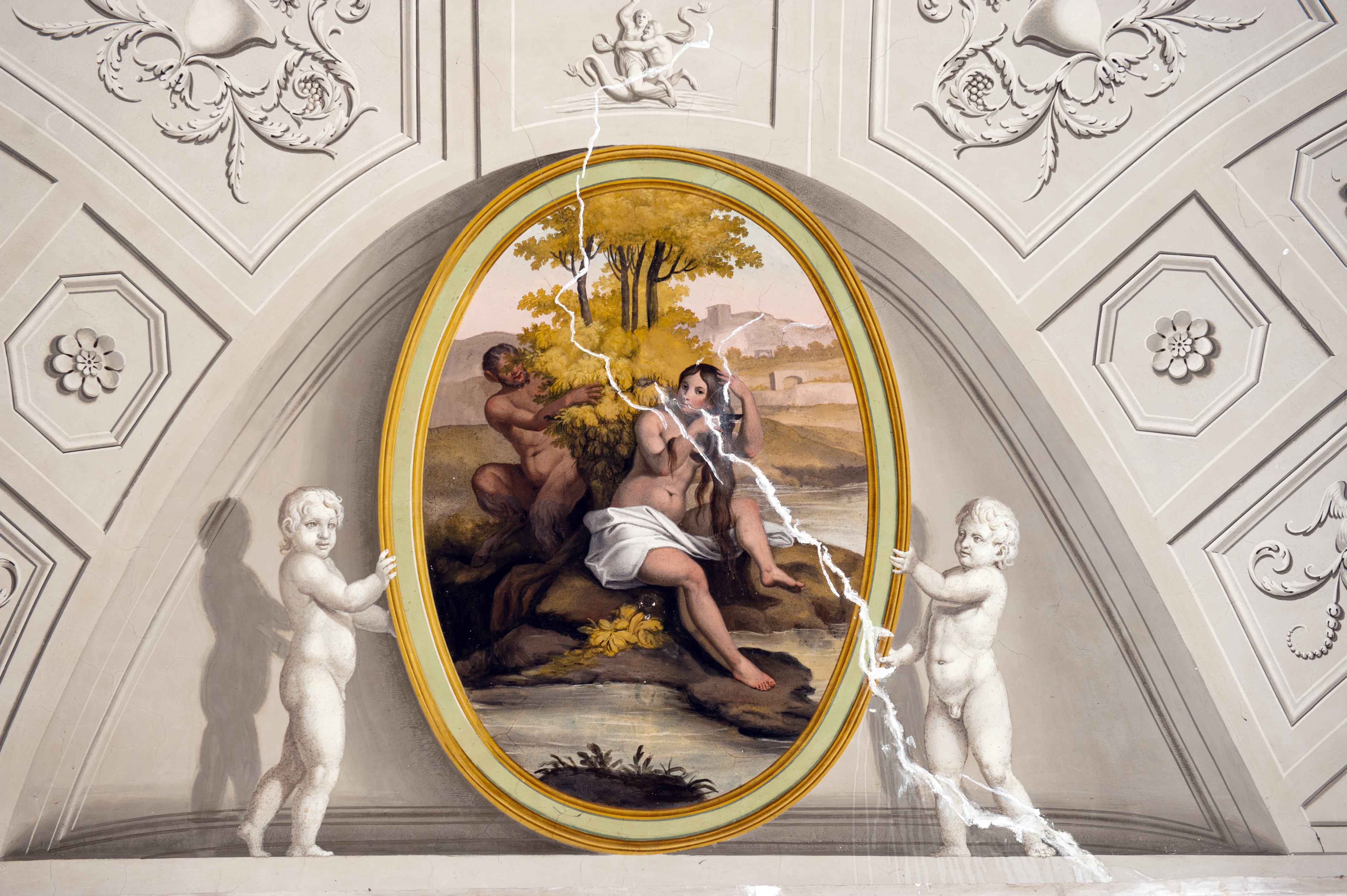
Stanza del Tempo che svela la Verità, Pan e Siringa
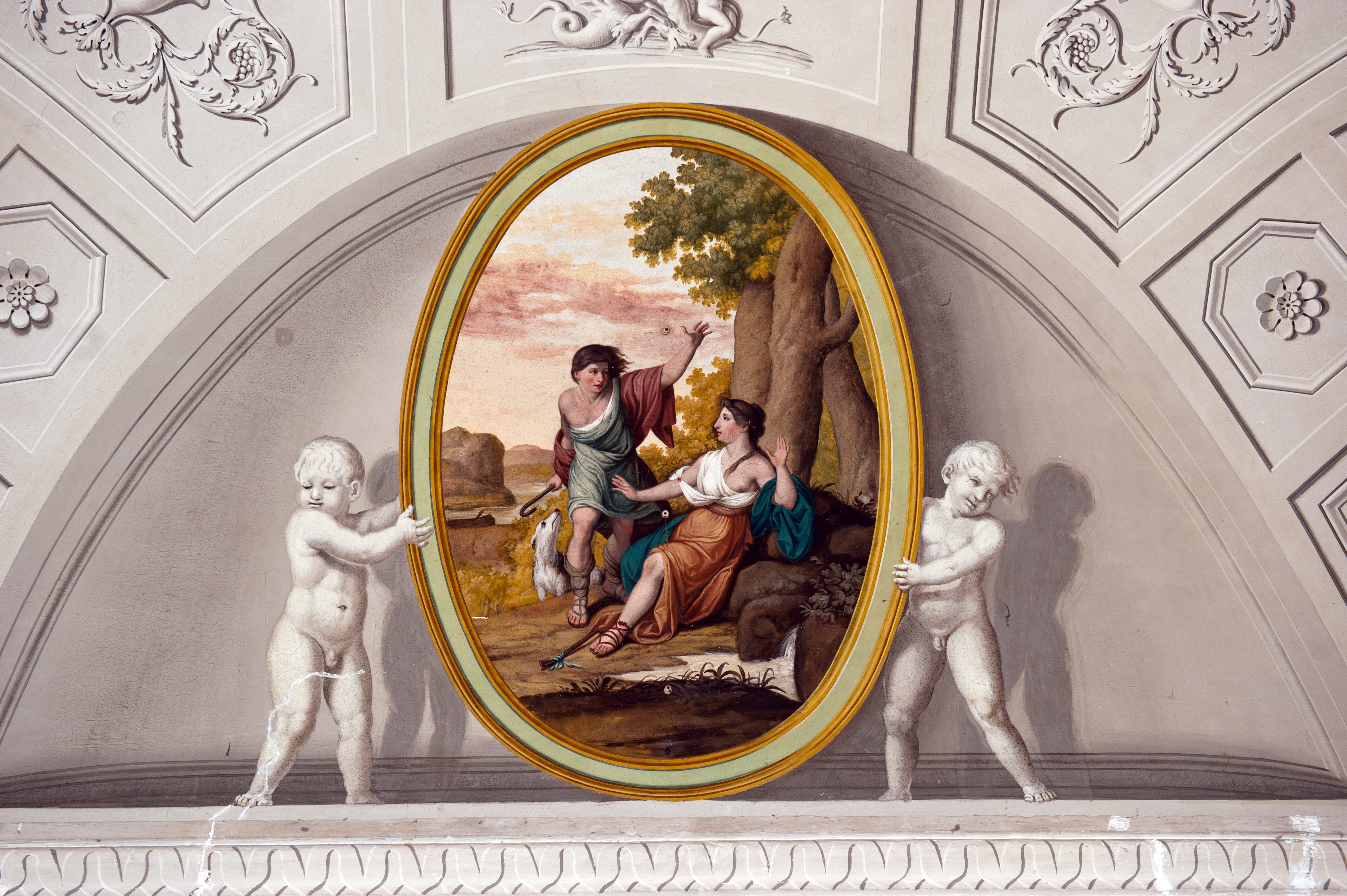
Stanza del Tempo che svela la Verità, Dafni e Fille
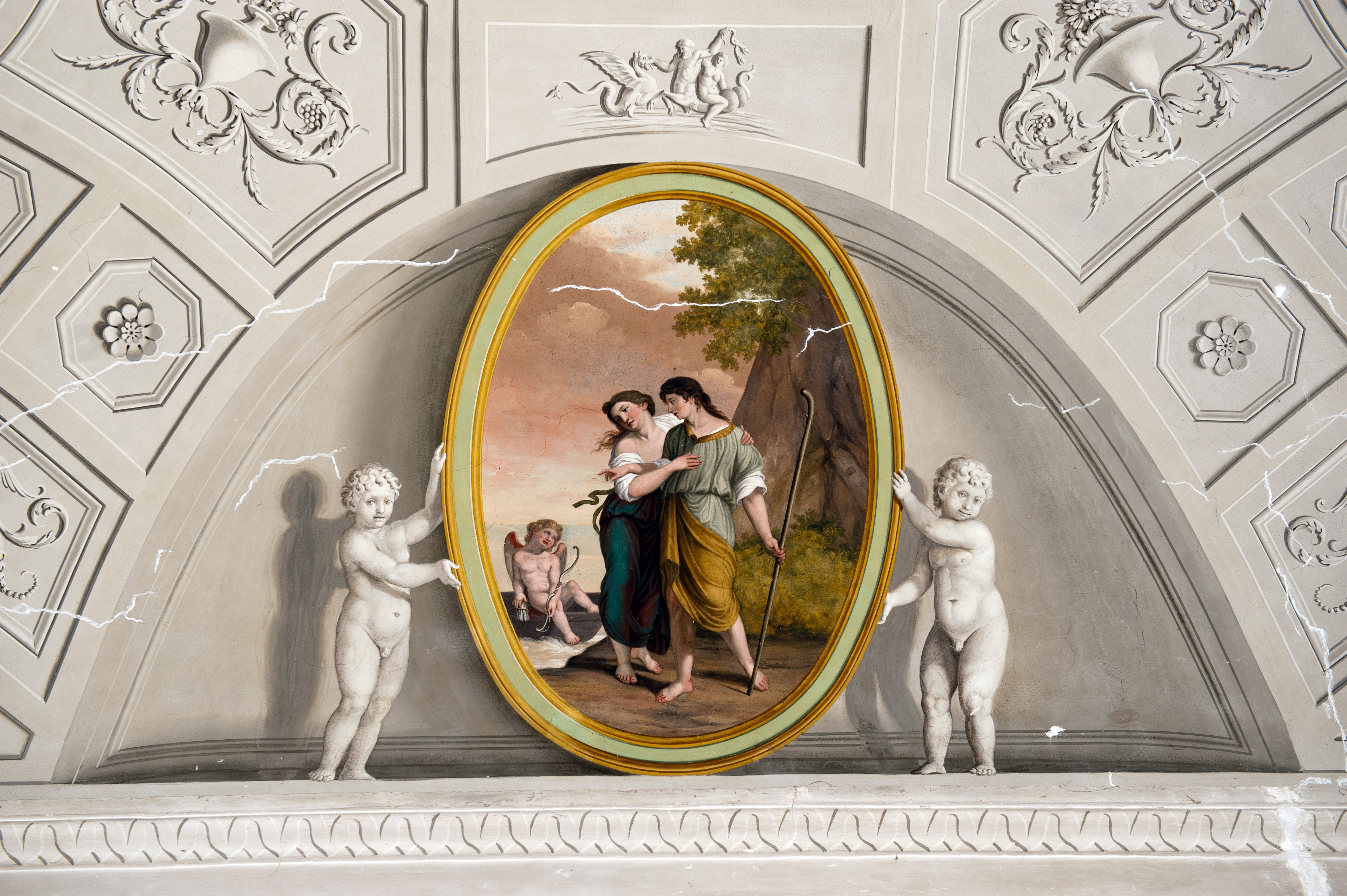
Stanza del Tempo che svela la Verità, Il primo navigatore
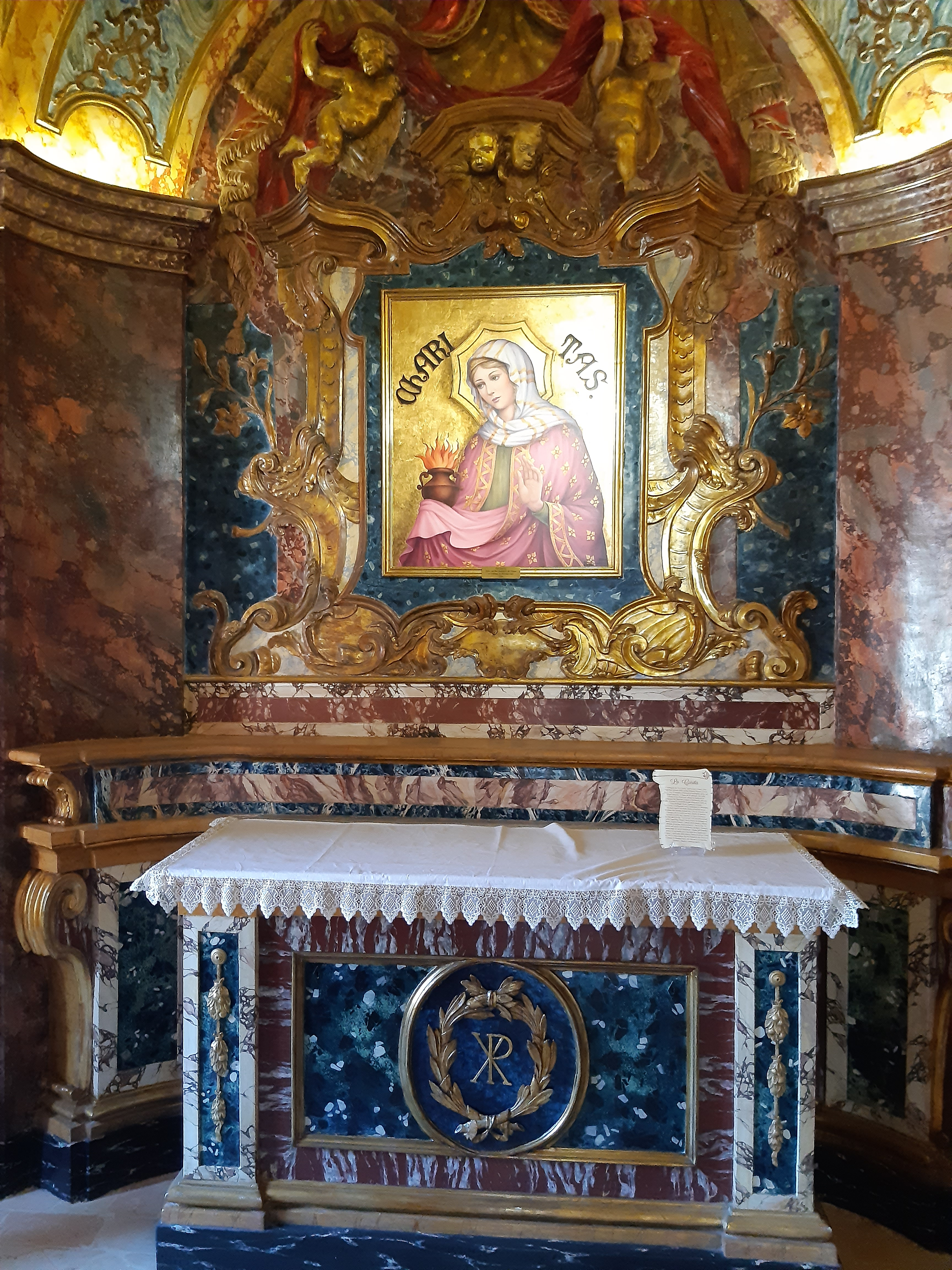
Cappellina di Palazzo Passari, Montegiorgio
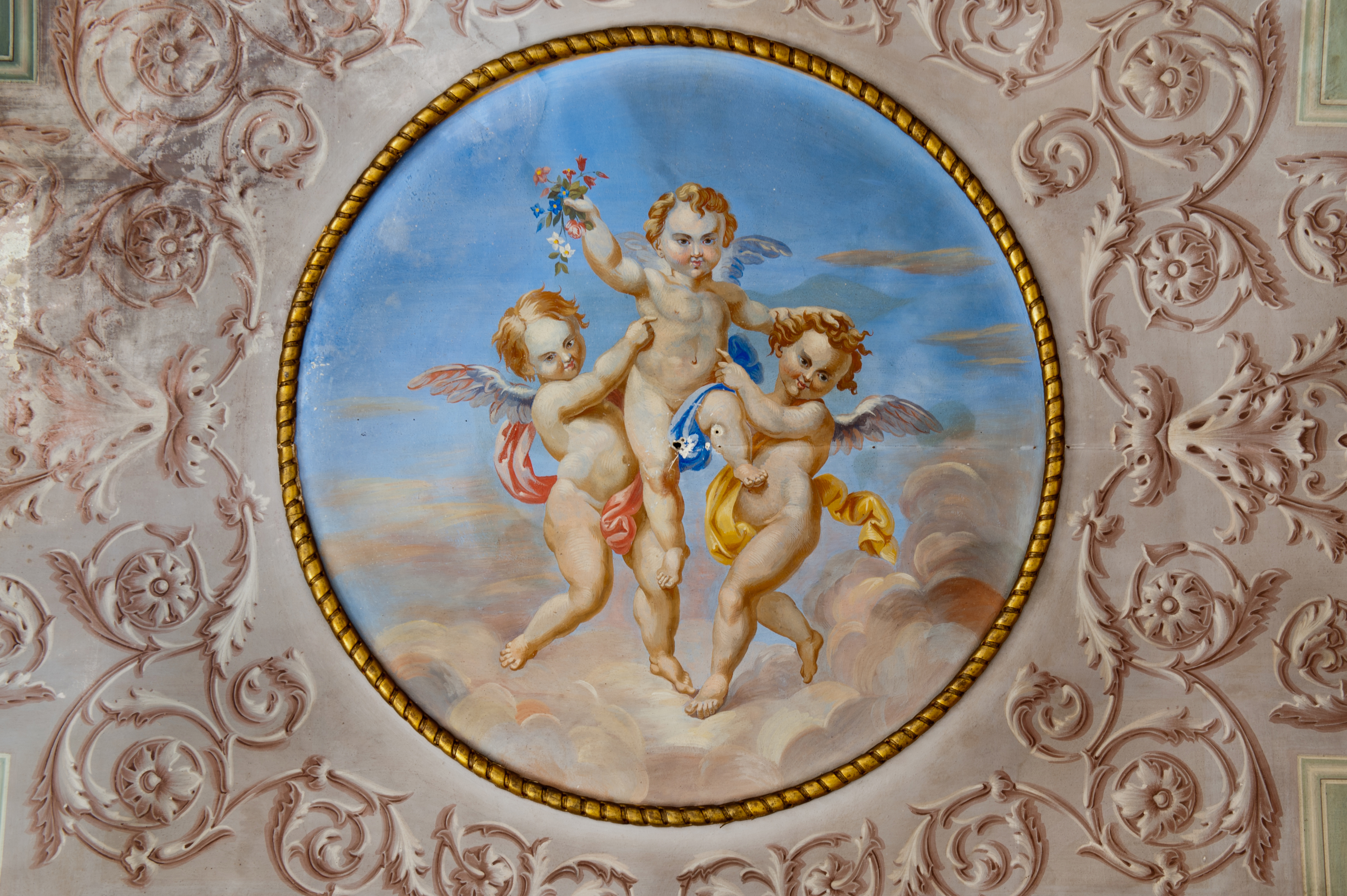
Stanza degli amorini acrobati
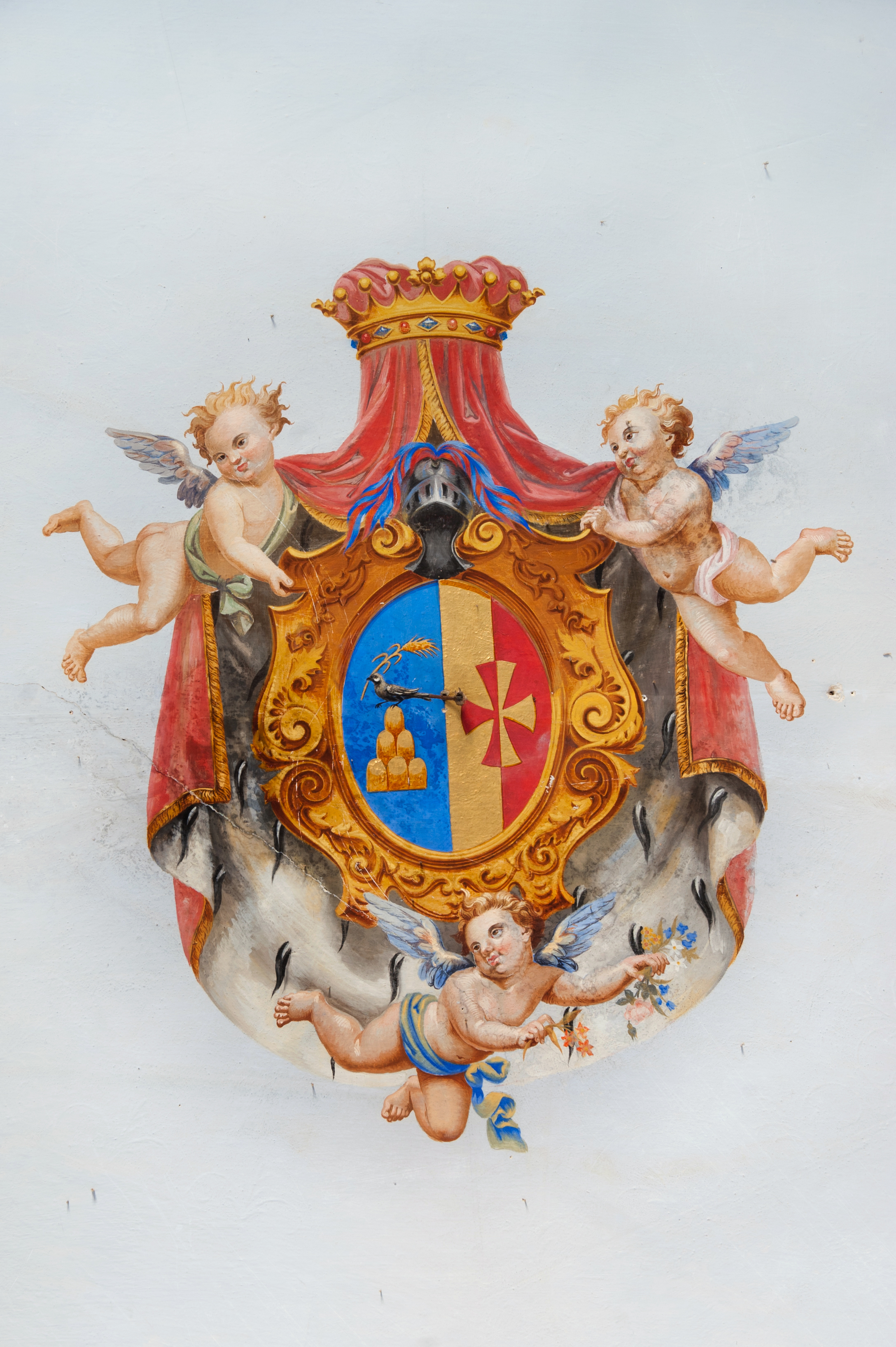
Stanza degli stemmi, stemma Passari Santacroce
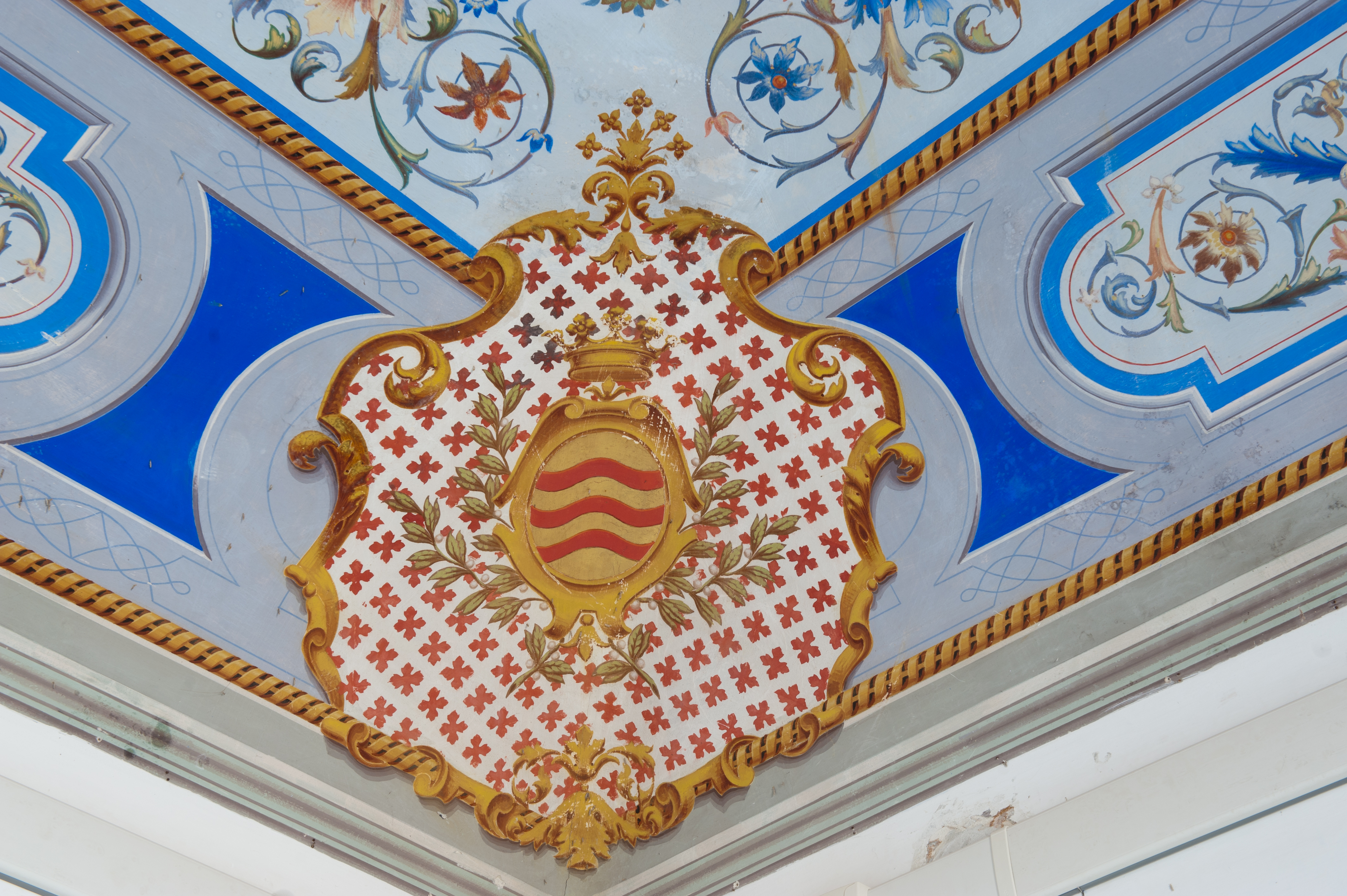
Stanza degli stemmi, stemma Venturi
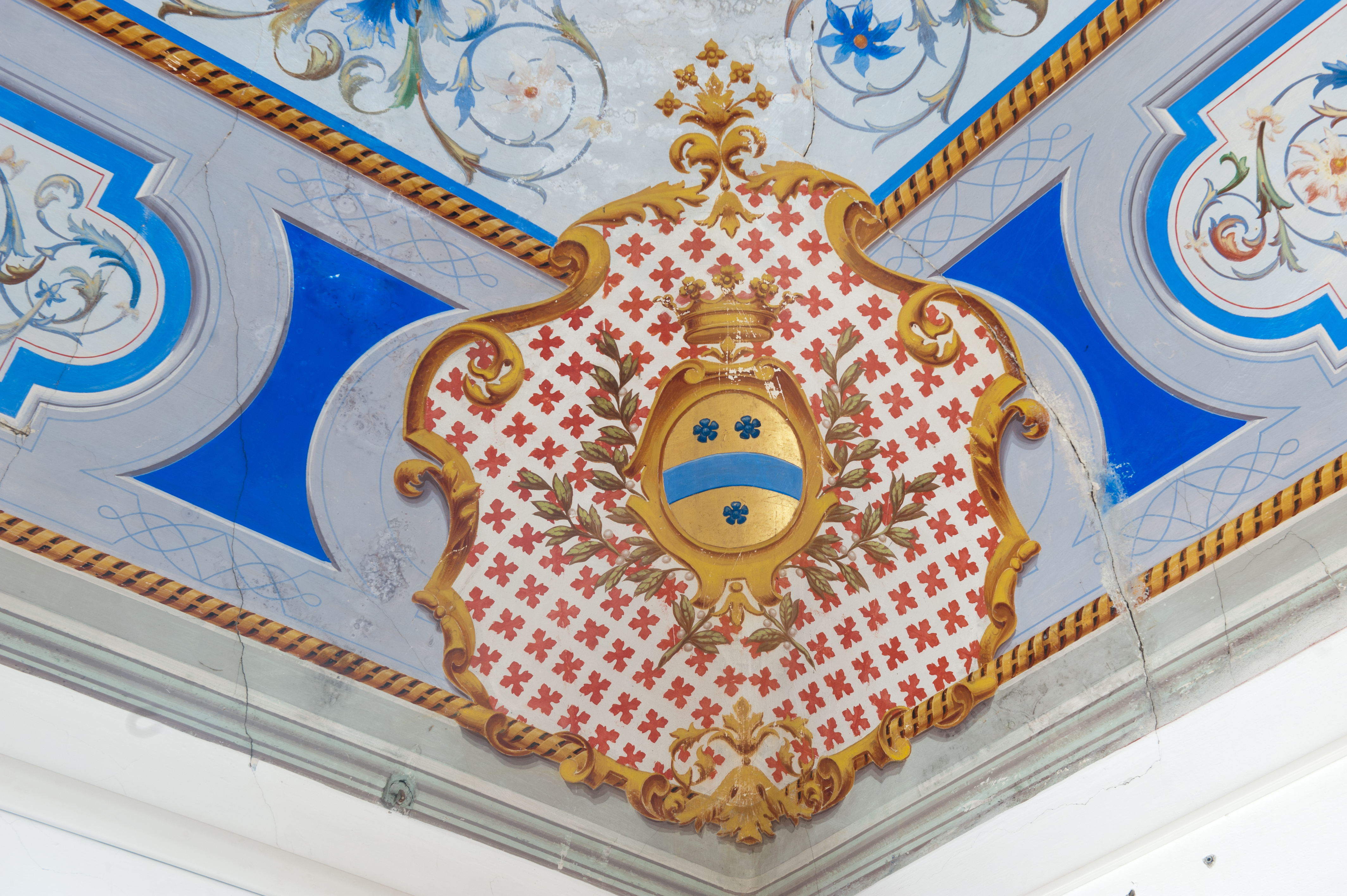
Stanza degli stemmi, stemma Gallerani
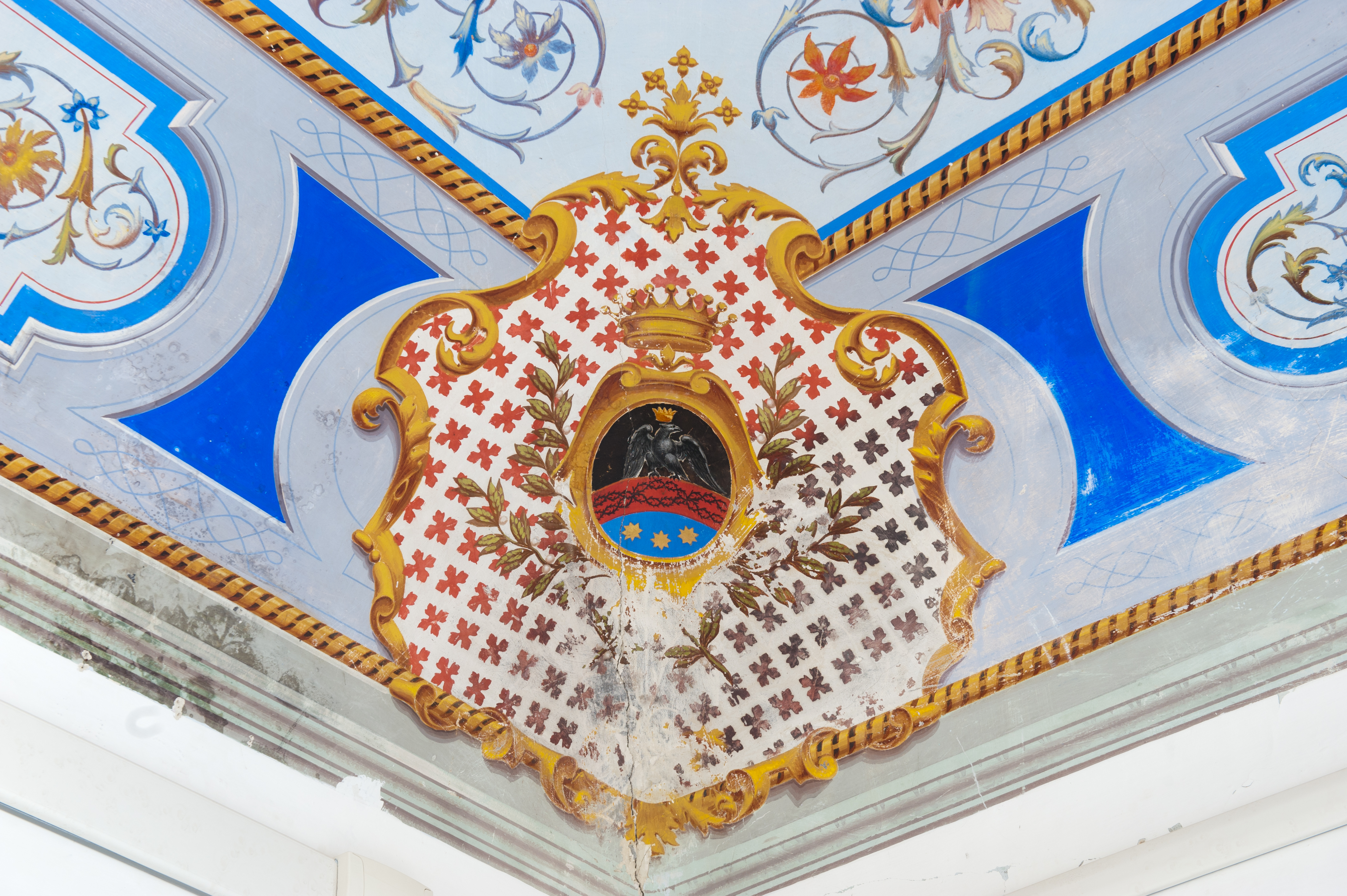
Stanza degli stemmi, stemma Spinucci
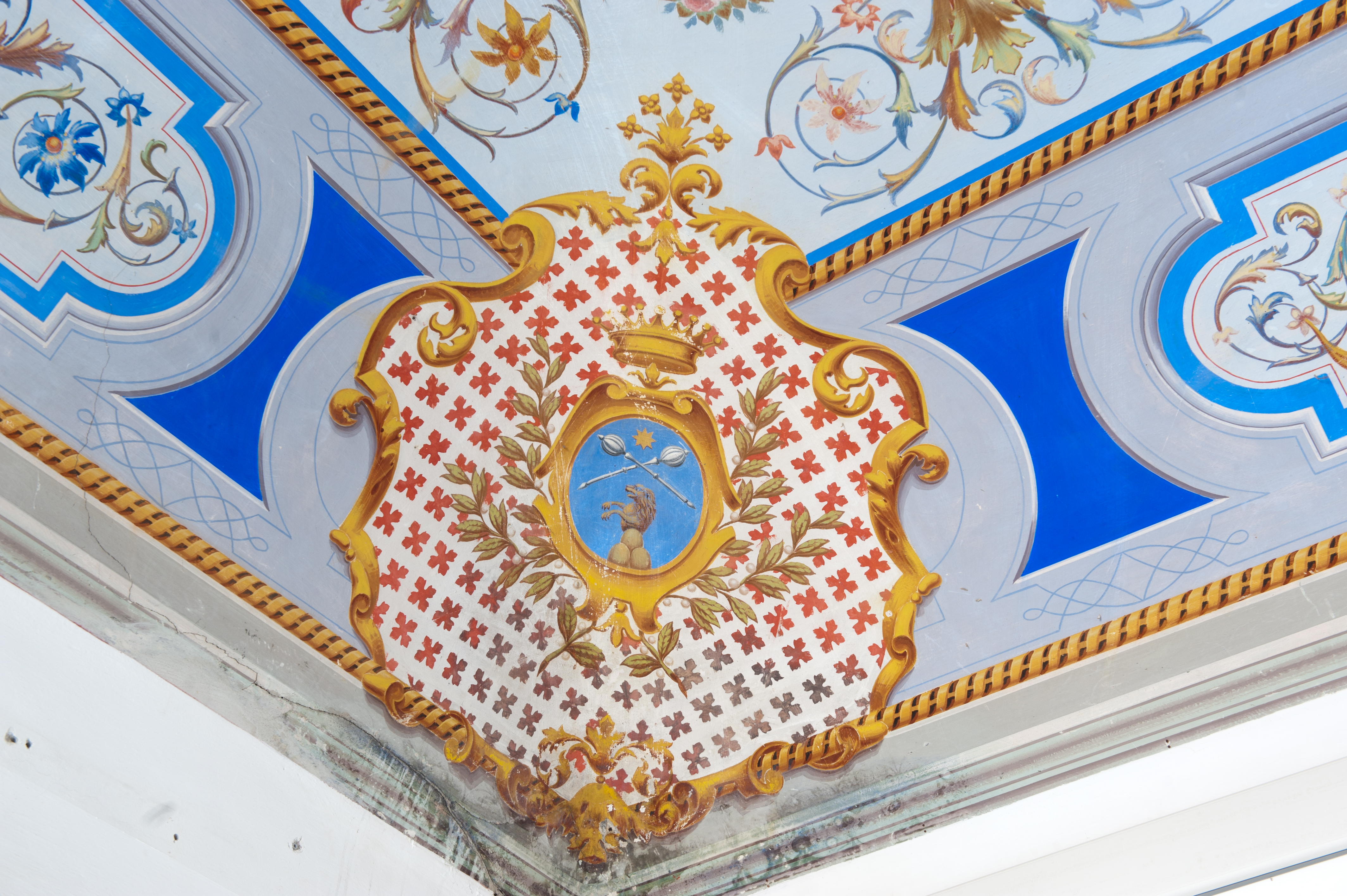
Stanza degli stemmi, stemma Mazzaroni
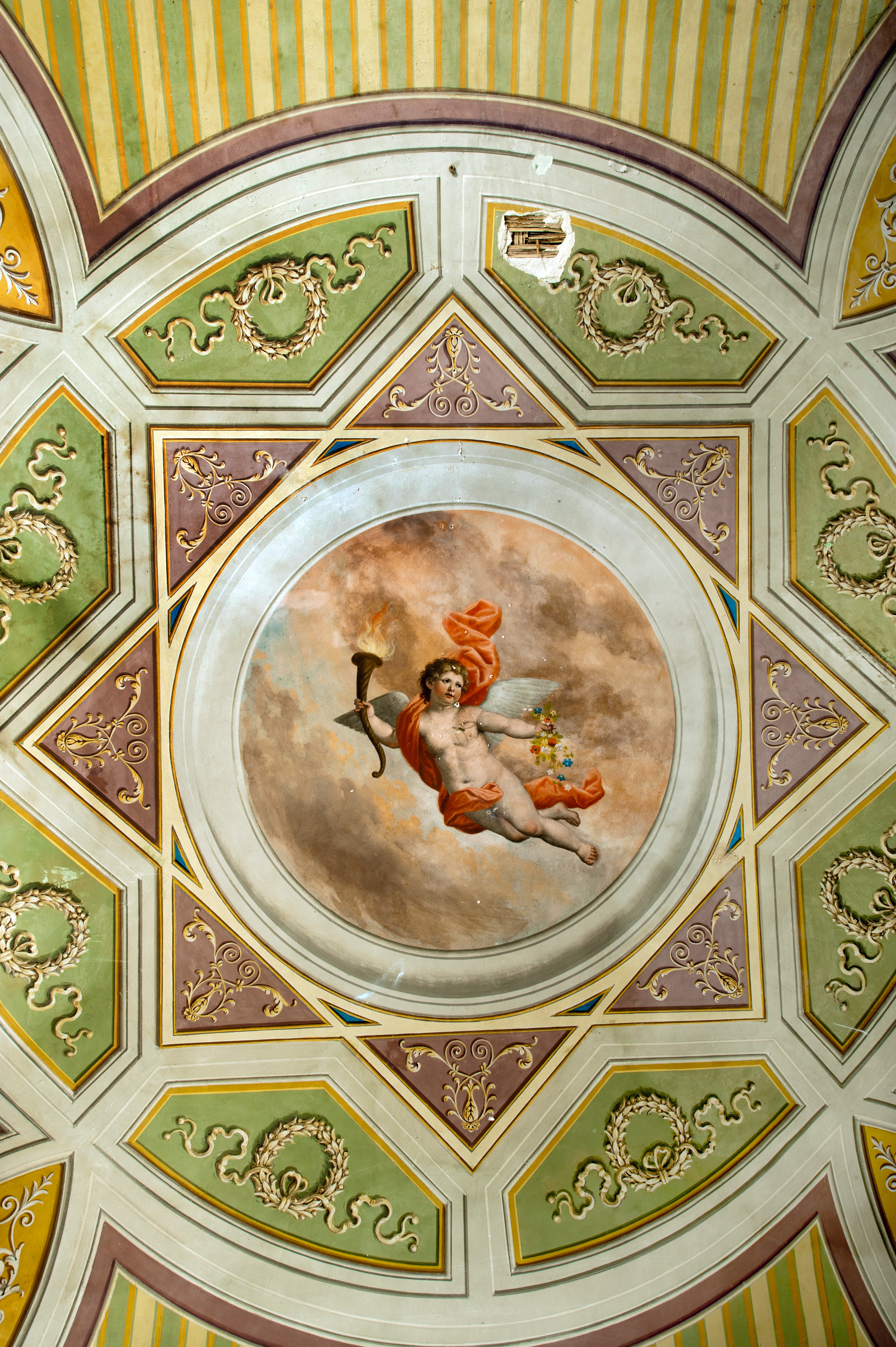
Stanza dell'amorino con torcia